# わすれなぐさ (小説)
『わすれなぐさ』は吉屋信子の少女小説。少女雑誌『少女の友』昭和7年（1932年）4月から12月号に連載された。

## あらすじ
ある日一枝にノートを貸してもらった牧子は大して親しくもない陽子から誕生日会に誘われる。乗り気ではなかったが牧子の父は研究所の建設に陽子の父からの寄付金を当てにしていたため、行くように命じられる。喜んだ陽子は当日牧子を引っ張りまわし、裏庭で「お友達になって下さる？」と囁く。そのとき屋敷の外を通りかかった一枝を陽子は馬鹿にするが、一枝はそれを受け流す。帰った牧子は陽子の美しさと一枝の凛々しさに心を動かされた。遅ればせに一枝へのノートのお礼と陽子への誕生日プレゼントを求めた牧子だが、陽子は一枝に上げようとしたインクスタンドのほうを選んでしまう。仕方なく牧子は一枝にもうひとつの銀器を贈ると、一枝は驚いて牧子は自分のことが好きなのではないかと思う。
夏休み、牧子と陽子は臨海学校に参加する。ここでも牧子は陽子に見とれて引っ張りまわされるが、牧子の母の死をきっかけに唐突に終わりを告げる。父は牧子に弟の母親代わりになれと言うが、そんな運命は彼女にとって受け入れがたかった。落ち込む牧子を元気づけるため、陽子は彼女のドレスを注文し、ホテルの食事をご馳走し、帰りは円タクで警察の検問を突破する。しかし牧子は姉らしく振舞う一枝を見るに及んで、さびしがる弟を差し置いて遊び歩く自分に罪悪感を抱き、陽子と絶交し一枝と親しくする。しばらく後病に臥せった陽子は病床で自分の驕慢さを思い知り一枝に手紙を送る。感動した牧子は一枝の花束を持って陽子を見舞う。こうして3人の間に友情が生まれたのだった。

## 登場人物
弓削 牧子（ゆげ まきこ）
これは個人主義の雄なる者。色が浅黒く栗色で、眉が濃く、目が冷たく澄んで大きいのです。そして御気性は無口で風変わりなんだそうです。お父様は某大学の理学博士。御病身なお母様と小さい弟さんとの家庭は本郷森川長の静かなお邸です。
相庭 陽子（あいば ようこ）
美しい人、飛切りのおしゃれです。～お父様は実業家、お宅は麹町下六番町。自家用車のクライスラーで時々お友達を誘ってドライヴなどします。軟派の中の女王です。
佐伯 一枝（さえき かずえ）
これは硬派の大将、まさに全級一の模範生です。ニックネームはロボット、すなわち人造人間ですって、～お父様はお亡くなりになって、未亡人のお母様と幼い弟妹との寂しいお暮らしは四谷伝馬町の奥です。
以上本文より。

## 書誌
- わすれなぐさ　実業之日本社　1940年
- わすれなぐさ　ポプラ社　1960年
- わすれなぐさ　国書刊行会　2003年
- わすれなぐさ　河出文庫　2010年。解説は内田静枝、カバー装画はさやか (イラストレーター)。